# Reprezentacja Hiszpanii w piłce siatkowej mężczyzn

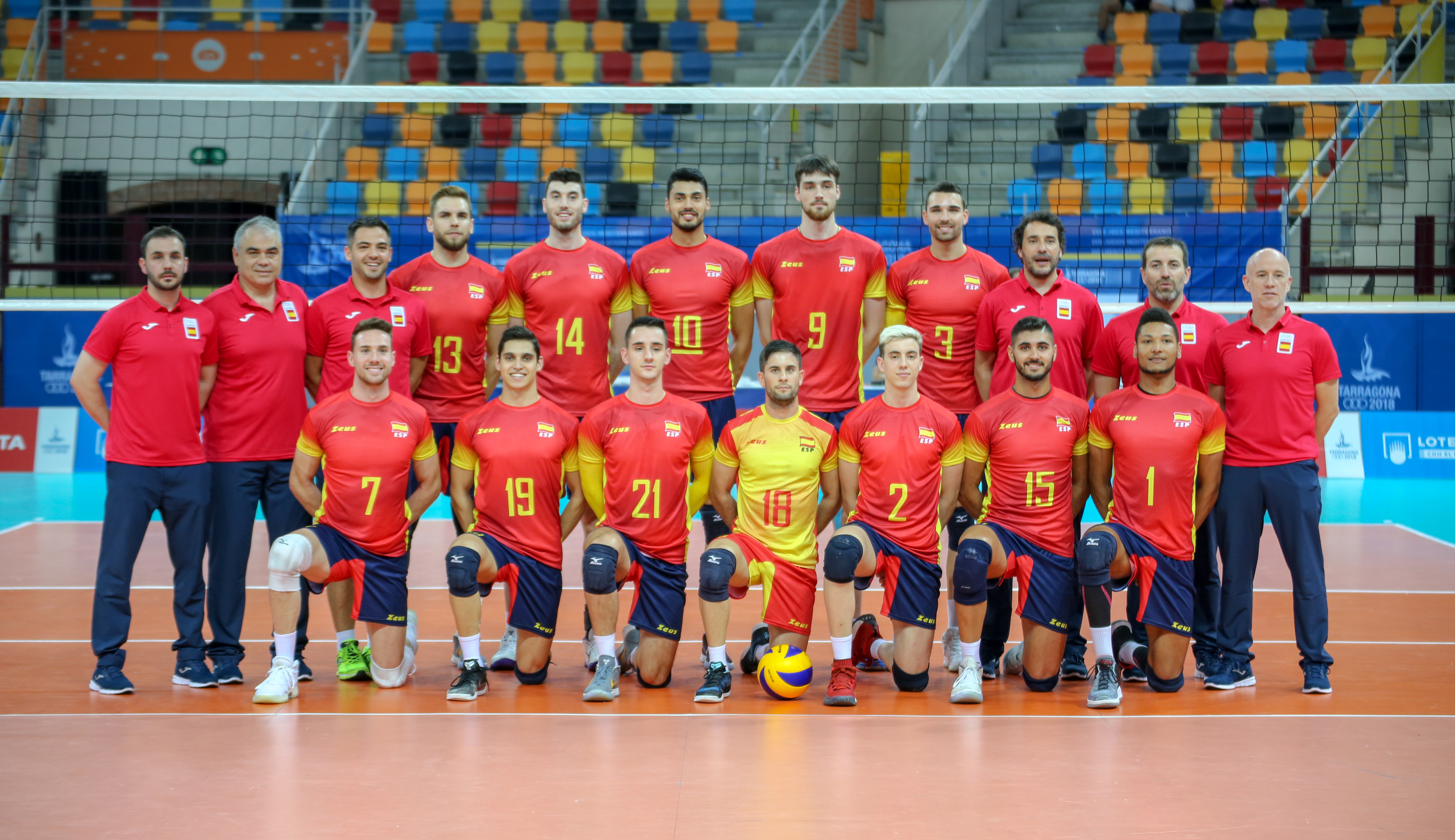
Reprezentacja Hiszpanii na Igrzyskach Śródziemnomorskich 2018

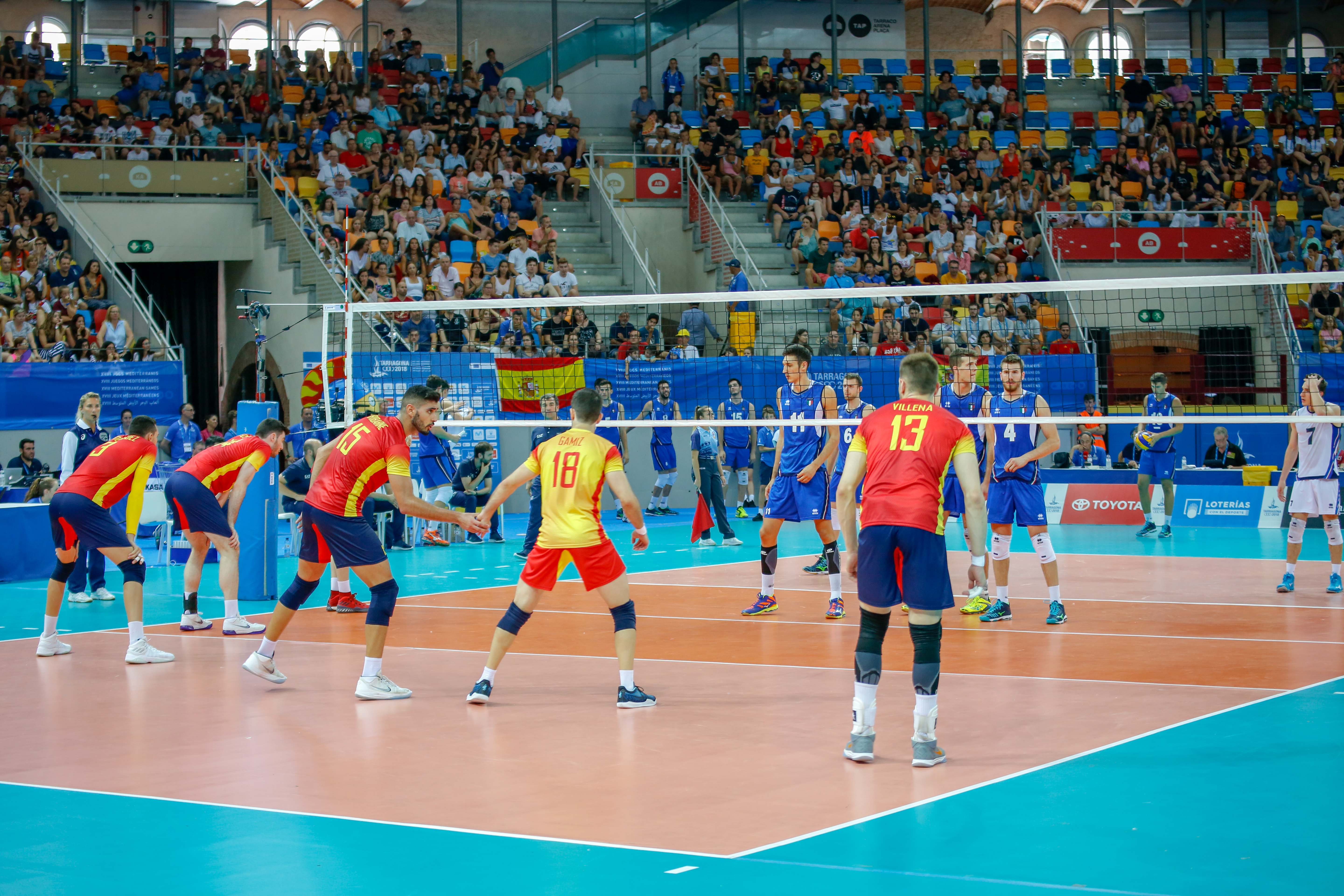
Reprezentacja Hiszpanii podczas finału Igrzysk Śródziemnomorskich 2018 w meczu z reprezentacją Włoch

Reprezentacja Hiszpanii w piłce siatkowej mężczyzn – narodowa drużyna tego kraju, reprezentująca go na arenie międzynarodowej. Największym sukcesem tej reprezentacji jest zdobycie Mistrzostwa Europy w 2007 w Rosji, kiedy pokonała gospodarzy 3:2. Ich trenerem był wtedy Andrea Anastasi.

## Trenerzy
- 1994-1997 →  Raúl Lozano
- 1998 →  Vincenzo Di Pinto
- 1999-2000 →  Raúl Lozano
- 2000-2005 →  Francisco Hervás Tirada
- 2006-2007 →  Andrea Anastasi (do Mistrzostw Europy 2007)[1]
- 2007-2008 →  Marcelo Méndez (od Pucharu Świata 2007)[2]
- 2009-2011 →  Julio Velasco[3]
- 2011-2020 →  Fernando Muñoz Benítez[4]
- 2021 →  Ricardo Maldonado[5]
- 2022-2023 →  Miguel Rivera Rodríguez[6]
- 2024 →  José Luis Moltó[7]
- 2025- →  Hubert Henno[8]

## Osiągnięcia
| Mistrzostwa Europy | Mistrzostwa Europy | Liga Europejska | Liga Europejska  | Igrzyska Śródziemnomorskie | Igrzyska Śródziemnomorskie   |
| Miejsce            | Rok                | Miejsce         | Rok              | Miejsce                    | Rok                          |
| 1. miejsce         | 2007               | 1. miejsce      | 2007             | 1. miejsce                 | 1987                         |
| 4. miejsce         | 2005               | 2. miejsce      | 2009, 2010, 2011 | 2. miejsce                 | 1993, 2005, 2009, 2018, 2022 |
| 8. miejsce         | 2003               | 3. miejsce      | 2005, 2012       | 3. miejsce                 | 1991                         |
| 9. miejsce         | 2009               |                 |                  | 5. miejsce                 | 2001                         |
| 11. miejsce        | 1993               |                 |                  |                            |                              |
| 12. miejsce        | 1981, 1985, 1987   |                 |                  |                            |                              |
| 15. miejsce        | 2019               |                 |                  |                            |                              |
| 16. miejsce        | 2017               |                 |                  |                            |                              |
| 17. miejsce        | 2023               |                 |                  |                            |                              |
| 21. miejsce        | 2021               |                 |                  |                            |                              |

| Liga Światowa  | Liga Światowa | Puchar Świata | Puchar Świata | Igrzyska Olimpijskie | Igrzyska Olimpijskie | Mistrzostwa Świata | Mistrzostwa Świata |
| Miejsce        | Rok           | Miejsce       | Rok           | Miejsce              | Rok                  | Miejsce            | Rok                |
| 5. miejsce     | 1999          | 5. miejsce    | 2007          | 8. miejsce           | 1992                 | 8. miejsce         | 1998               |
| 5-6. miejsce   | 2002, 2003    | 6. miejsce    | 1999          | 9-10. miejsce        | 2000                 | 12. miejsce        | 2010               |
| 7. miejsce     | 1995          |               |               |                      |                      | 15-16. miejsce     | 2002               |
| 7-9. miejsce   | 2004          |               |               |                      |                      |                    |                    |
| 8. miejsce     | 1998          |               |               |                      |                      |                    |                    |
| 9. miejsce     | 1997          |               |               |                      |                      |                    |                    |
| 9-12. miejsce  | 2001          |               |               |                      |                      |                    |                    |
| 10. miejsce    | 1996          |               |               |                      |                      |                    |                    |
| 11-12. miejsce | 2000          |               |               |                      |                      |                    |                    |
| 13-16. miejsce | 2008          |               |               |                      |                      |                    |                    |
| 25. miejsce    | 2014, 2015    |               |               |                      |                      |                    |                    |
| 26. miejsce    | 2017          |               |               |                      |                      |                    |                    |
| 32. miejsce    | 2016          |               |               |                      |                      |                    |                    |